# Sandro Mareco
Sandro Mareco (ur. 13 maja 1987 w Haedo w prowincji Buenos Aires) – argentyński szachista, arcymistrz od 2010 roku.

## Kariera szachowa
W 2006 zwyciężył w kołowym turnieju w Pinamarze (turniej B), reprezentował również Argentynę na rozegranych w Erywaniu mistrzostwach świata juniorów do 20 lat. W 2007 zdobył w Matheu tytuł mistrza Ameryki Południowej juniorów do 20 lat, zdobywając pierwszą arcymistrzowską normę. W 2007 wystąpił również w rozegranym w Potrero de los Funes turnieju strefowym (eliminacji mistrzostw świata), dzieląc V–X miejsce. W 2008 zwyciężył w turniejach rozegranych w Buenos Aires, Villa Ballester i Villa Martelli oraz podzielił I m. (wspólnie z Gilberto Milosem) w Santosie (turniej Copa Mario Covas), zdobywając druga normę na tytuł arcymistrza. W 2009 odniósł kolejne zwycięstwa, w Villa Ballester i Kurytybie, poza tym zdobył w La Placie brązowy medal indywidualnych mistrzostw Argentyny oraz wystąpił w Asuncion w turnieju strefowym, dzieląc III-VI miejsce. W 2010 podzielił IV m. (za Everaldo Matsuurą, Alexandrem Fierem i Felipe El Debsem, wspólnie z Oswaldo Zambraną i Rafaelem Leitao) w memoriale Vanderleya Casona de Melo w Campinasie (zdobywając trzecią arcymistrzowską normę, zwyciężył również w Buenos Aires, Villa Martelli i Santosie (dwukrotnie). W 2012 samodzielnie zwyciężył w Mar del Placie.
Najwyższy ranking w dotychczasowej karierze osiągnął 1 marca 2019, z wynikiem 2666 punktów zajmował wówczas 1. miejsce wśród argentyńskich szachistów.